# 火之鳥：伊甸17
《火之鳥：伊甸17》（日语：火の鳥 エデンの宙），為STUDIO 4℃製作日本動畫。改編自手塚治虫原作漫畫《火之鳥【望鄉篇】》，2023年9月13日於Disney+獨家播出。

## 故事概要
故事講述露美與她的老公喬治逃離地球，出發前往伊甸星球為求過上更好的生活。然而，夫妻二人在抵達後卻發現，這個星球不但沒有任何人類居住，環境更是荒涼無比，露美別無選擇只好進入將讓自己與世隔絕的睡眠艙，等她在 1300 年後再次醒來時，發現她的睡眠艙竟出現故障，丈夫和兒子早已不在身邊，伊甸星球在兒子和其子嗣的努力下變得繁華興盛，自己則被居民視為女王般的存在。然而，失去心愛之人的露美決定再次返回地球，試圖尋找內心的慰藉與希望。

## 登場角色
露美（聲：宮澤理惠）
來自地球的移民。
喬治（聲：窪塚洋介）
露美最愛的戀人。
康姆（聲：吉田帆乃華）
出生在伊甸星的少年。
凱恩（聲：木村良平）
長大成人的露美之子。
牧村（聲：淺沼晉太郎）
移民星調查員。
茲達班（聲：尾形一成）
宇宙黑市商人。

## 製作人員
- 原作：手塚治虫《火之鳥》【望鄉篇】
- 導演：西見祥示郎
- 音樂：村松崇繼
- 角色設定・總作畫監督：西田達三
- 腳本：真野勝成、木之花咲
- 美術監督：木村真二
- 演出・CGI監督：齊藤雅規子
- 色彩設計：江上柚布子
- 編輯：重村建吾
- 音響監督：笠松広司
- 製作人：田中榮子
- 動畫製作：STUDIO 4℃

## 各話列表
| 話數 | 標題 | 中文標題 | 劇本               | 作畫監督 | 首播日期       |
| ---- | ---- | -------- | ------------------ | -------- | -------------- |
| 1    |      | 凱恩     | 真野勝成、木之花咲 | 西田達三 | 2023年 9月13日 |
| 2    |      | 慕比     | 真野勝成、木之花咲 | 西田達三 | 2023年 9月13日 |
| 3    |      | 太空人   | 真野勝成、木之花咲 | 西田達三 | 2023年 9月13日 |
| 4    |      | 路美     | 真野勝成、木之花咲 | 西田達三 | 2023年 9月13日 |

## 外部連結
- 在Disney+上觀看《火之鳥：伊甸17》